# Partridge River (James Bay)
Der Partridge River ist ein Zufluss der James Bay im Cochrane District im Nordosten der kanadischen Provinz Ontario.
Der Partridge River hat seinen Ursprung im Partridge Lake – lediglich einen Kilometer westlich vom Kesagami Lake.
Er durchfließt die benachbarten Seen Niska Lake und Richards Lake und setzt seinen Kurs in nördlicher Richtung durch den Kanadischen Schild fort. Am Zusammenfluss mit dem von Osten kommenden Glaister Creek wendet sich der Partridge River nach Westen. Der Fluss passiert die Kanatotik Rapids und dreht erneut nach Norden. Weiter abstrom spaltet sich der Partridge River in zwei Arme auf, die sich etwa 10 km flussabwärts wieder vereinigen. Die umflossene Landfläche trägt die Bezeichnung Blackbear Island. Der Partridge River fließt weiter in nördlicher Richtung durch die James Bay-Niederung. Etwa 10 km vor Erreichen der James Bay spaltet sich der Fluss in zwei Hauptmündungsarme auf, die sich später weiteraufspalten. Auf den östlichen Mündungsarm trifft der Little Partridge River. Die Mündung des Moose River liegt 10 km westlich. Der Partridge River hat eine Länge von ungefähr 150 km. 
Der Fluss kann mit dem Kanu befahren werden. Vom Kemagami Lake führt eine Portage zum Partridge Lake. Von dort führt die Kanuroute bis zur Flussmündung und entlang der Südküste der James Bay zum nahe gelegenen Moose River und ein kurzes Stück flussaufwärts nach Moosonee. Für die Gesamtstrecke werden mindestens sieben Tage benötigt.